# Minds
Minds (изговаря се: Майндс) е американска алт-тех блокчейн социална мрежа.
Потребителите могат да печелят пари или криптовалута, използвайки Minds, а токените могат да се използват за подсилване на публикациите им или за финансиране на други потребители.
Minds е описван като по-фокусиран върху поверителността, отколкото масовите социални мрежи.

## История
Minds е създаден през 2011 г. от Бил Отман и Джон Отман като алтернатива на Facebook, за които основателите смятат, че злоупотребяват с техните потребители чрез „шпиониране, извличане на данни, манипулиране на алгоритми и без споделяне на приходи“. Други съоснователи са Марк Хардинг, Иън Кросланд и Джак Отман. Minds стартира публично през юни 2015 г.
Страница във Facebook, свързана с хакерската група Анонимните, насърчава последователите си да подкрепят Minds през 2015 г. и призовава разработчиците да допринесат за кодовата база с отворен код на услугата.
През 2018 г. над 150 000 виетнамски потребители се присъединяват към Minds, след като се страхуват, че Facebook ще се съобрази с нов закон, изискващ от тях да премахнат политическото несъгласие и да предоставят потребителски данни на виетнамското правителство. Започвайки през май 2020 г., над 250 000 тайландски потребители преминават към Minds след нарастващи опасения относно неприкосновеността на личния живот в Twitter, който е широко използван за политическа активност. Това кара Minds да добави поддръжка на тайландски език към своите мобилни приложения и да надгради сървърите си, за да се справи с притока на трафик.

## Услуга
Minds е уебсайт, както и настолно и мобилно приложение. Платформата награждава с ERC20 криптовалутни токени на своите потребители въз основа на ангажираността им със сайта, а потребителите харчат токени, за да популяризират съдържанието си или да финансират други потребители чрез месечни абонаменти. Токените също могат да бъдат закупени и изкупени за стандартна валута. Minds предлага месечен абонамент, който дава на потребителите достъп до ексклузивно съдържание, възможност за проверка и възможност за премахване на засилени публикации от емисията им.
Публикациите в Minds се появяват в обратен хронологичен ред, за разлика от много основни платформи, които използват по-сложни и често тайни алгоритми за класиране, за да определят кои публикации да се появяват.
Minds е описан като алтернативна технологична платформа, заедно с други услуги, включително Parler, Gab, BitChute и MeWe.

### Поверителност и сигурност
Minds е описан като по-личен от конкурентите си. Всички съобщения, изпращани между потребители, са криптирани от край до край, което означава, че дори тези, които работят за компанията, не могат да четат съдържанието им. Minds също е с отворен код, така че неговата кодова база може свободно да бъде прегледана за уязвимости или други проблеми, свързани с поверителността. По желание потребителите могат да се регистрират анонимно.

### Потребители
Minds твърди за Business Insider, че имат 60 милиона посещения през 2015 г. През 2018 г. Wired заявява, че Minds има общо 1 милион потребители, 110 000 от които са били активни през даден месец. През май 2020 г. Minds съобщава, че има над 2,5 милиона регистрирани потребители и 300 000 активни потребители месечно.
През януари 2021 г., след като друга алтернативна социална мрежа – Parler е извадена офлайн от хостинга си Amazon Web Services, потребители на този сайт започват да се местят в Minds.